# Artemia sinica
Artemia sinica är en kräftdjursart som beskrevs av Cai 1989. Artemia sinica ingår i släktet Artemia och familjen Artemiidae. Inga underarter finns listade i Catalogue of Life.